# Coreutídeos
Coreutídeos (Choreutidae) é uma família de insectos da ordem Lepidoptera.